# Xdomea
Xdomea ist der vom IT-Planungsrat verabschiedete verbindliche Standard für den Austausch von Akten, Vorgängen und Dokumenten im Kontext der Übermittlung, der Abgabe sowie der Aussonderung von Schriftgutobjekten (Beschluss 2017/39). Weiterhin kann xdomea für den Austausch zwischen Fachverfahren und DMS/VBS sowie für die Zwischenarchivierung genutzt werden. Um diese Anwendungsszenarien bestmöglich zu unterstützen, ist xdomea gemäß des XÖV-Rahmenwerkes nach dem Baukastenprinzip aufgebaut und bietet einzelne Nachrichten(gruppen) für die jeweiligen Prozesse an. Der Standard xdomea wird von der gleichnamigen Arbeitsgruppe des IT-Planungsrates weiterentwickelt und gepflegt. Der Betrieb des Standards erfolgt durch die Koordinierungsstelle für IT-Standards (KoSIT).

## Aufbau
Der Aufbau elektronischer Schriftgutobjekte orientiert sich in XDOMEA an deren analogem Pendant und kann über die drei Stufen Akte – (Vorgang) – Dokument abgebildet werden. Zudem ist die weitere Untergliederung der Stufen in z. B. Teilakten oder Teilvorgänge möglich.